# Юлдашево (Салават)
Юлдашево — упразднённое муниципальное образование города Салавата Республики Башкортостан. Действовало в 2002—2004 гг.

## Водные артерии
Река Белая

## Название
Название — по д. Верхнеюлдашево (находящая южнее по р. Белая) и Юлдашево (напротив, через р. Белую).

## Границы
Юлдашево начинается с пересечения улиц Губкина и Ленинградская, проходит по четной стороне улицы Ленинградская до восточной границы микрорайона-2 Восточного жилого района, вдоль восточной границы микрорайона-2 и микрорайона−4 Восточного жилого района до улицы Калинина.
Далее по правому берегу реки Белой по городской границе с землями муниципального образования Скворчихинский сельсовет Ишимбайского района, по городской границе с землями муниципального образования Зирганский поссовет Мелеузовского района вдоль улицы Губкина до пересечения с улицей Ленинградская.

## История
В июле 2001 года в Башкортостане принят Закон Республики Башкортостан № 235-з от 25.07.2001 «Об установлении границ муниципальных образований в Республике Башкортостан». Закон устанавливал официальные названия, границы и состав территорий муниципальных образований в регионе.
В ст. 3 в части, относящейся к городу Салават, выделены пять муниципальных образований:
1. Северное
2. Южное
3. Степное
4. Юлдашево
5. Мусино
Границы муниципального образования Юлдашево определены в Законе Республики Башкортостан № 393-з от 15 декабря 2002 года «Об описании границы муниципального образования Юлдашево города Салавата Республики Башкортостан»/
Данные Законы утратили силу с 17 декабря 2004 года, когда был принят Закон Республики Башкортостан от 17.12.2004 N 126-з «О границах, статусе и административных центрах муниципальных образований в Республике Башкортостан».